# TACTIC (веб фрејмворк)
TACTIC је веб-базирана апликација, отвореног кода и систем дигиталног асета управљања подржан од стране Southpaw Technology у Торонту. Дизајнирана је да оптимизује заузета продукцијска окружења са високим бројем садржаја, TACTIC примењује пословну или радну логику у комбиновану базу података и систем управљања фајловима. Коришћењем елемената управљања дигиталног асета, управљања асета производње и управљање послом, TACTIC прати креацију и развој дигиталних асета кроз тунеле производње. TACTIC је доступан и под комерцијалном лиценцом као и под лиценцом отвореног кода, као и хостовани сервис у облаку кроз Amazon Web Services продавницу.

## Историја
TACTIC је започет током 2005. у производњи рачунарске графике, доносећи визуелне ефекте, филм, анимацију, пост-продукцију и компаније за развој видео игара са начином да се управља дигиталним фајловима коришћеним у производњи. Платформа се од тад проширила у доношењу софтверских решења на нивоу пословних компанија, и сада се користи као помоћ маркетиншким групама, креативним рекламним агенцијама, тимовима корисничких производа и транспортним компанијама, између осталих, управљањем фајловима, пројектима, изворима и пословима. Тренутни TACTIC корисници укључују Procter and Gamble, Bell Digital Media, Nissan у Северној Америци, Astral Media, Ubisoft, Blohm + Voss, Saatchi and Saatchi, Lockheed Martin, и Legend3D.
До верзије 3.8, TACTIC је био доступан само у комерцијалне сврхе. Током лета 2012. директор Гери Мундел и TACTIC мислилац Ремко Ноутбум су пратили кораке од Red Hat, Acquia и Blender-а и прешли на отворени код, избацујући TACTIC као бесплатно преузимање 20. августа 2012. под OSI-потписаном Eclipse Public Лиценцом. TACTIC софтвер је постао бесплатан за преузимање, док је Southpaw пренео фокус на ручно прављена решења и сервисе професионалне подршке. Према директору Мунделу, TACTIC генерална природа примене је била кључна компонента одлуке Southpaw-а да се пређе на отворени код: "Свака компанија има сопствени јединствени начин рада," он каже, "и потребан јој је фундаментални производ као што је наш да подржи тај начин рада."
TACTIC је сада у развоју и одржаван од стране отворене заједнице хиљаде активних корисника.

## Главне могућности

### Веб фрејмворк
TACTIC је веб базирана платформа или фрејмворк за довођење података на нивоу пословних компанија - покретањем HTML5 апликација. Користи се хијерархијским писањем да доведе само-одрживи HTML5 додатак веб прегледачу. Сваки додатак је део HTML, Javascript, CSS и кода Пајтона са серверске стране. Додаци могу садржати остале додатке, и динамично могу бити учитани кроз AJAX. TACTIC такође укључује алатке које омогућавају да доставља брендиране додатке или теме.
Спајањем стандардних веб технологија са TACTIC асетом управљања и могућношћу да поднесе комплексне моделе података, TACTIC може бити коришћен за доношење апликација на пословном нивоу на било који уређај са веб прегледачем. CTIC такође се користи стандардним веб технологијама попут HTML5, CSS и AJAX да се учини процес мењања по укусу што једноставнијим и доступним. Уграђени језик израза доноси једноставни приступ комплексним моделима података без потребе за прављењем великих SQL наредби.
Рецензенти пишу да кључне снаге TACTIC-а су његов снажан капацитет начина рада и његова лака примена за уређивање многобројних производних асета, посебно великих фајлова. Могућности TACTIC-а укључују флексибилан модел податка, визуелни уређивач начина рада, моћну АПИ конекцију и прилагодљиву архитектуру додатака.

### Управљање начином рада
TACTIC организује начин рада кроз цеви, продукцијске команде се ланчају па омогућавају корисницима могућност да дефинишу дискретне процесе у оквиру начина рада. У сваком процесу, фајлови могу бити проверени и промењени, додавати им белешке и додате команде које би биле извршене приликом одређеног догађаја. Корисници такође могу подесити сопствени начин рада да привежу произвољни метаподатак, шаљу обавештења и освежавају статус пројеката. TACTIC-ов систем прекидача дозвољава ручно прављену логику пословања да буде привезана за било који догађај у систему, укључујући сваку промену податка и чек-ин фајла.

### Управљање системом података
TACTIC распоређује са неколико технологија да управља својим системом фајлова: конвенције стриктног именовања фајла, чек-ин/аут или gatekeeper/librarian функција, и одређивање верзија. Прво TACTIC разбија све пословне делове у асете (активе). У TACTIC свету, корисник ради над асетима, или више специфично над одређеним делом процеса у начину рада који производи асет. Активе су организоване у "типови актива за претрагу", или "sTypes" у TACTIC терминологији. Ова конфигурација прави простор или sandbox за корисника да ради свој посао. Sandbox је генерално слободан облик подручја означеним од TACTIC-а где корисник може да прави и управља својим фајловима.
Када посао пређе у део где захтева екстерну проверу или је спреман да буде погуран на следећи процес, корисник чекира своје фајлове. Овај чек-ин процес преноси фајлове до TACTIC-а, који представља овде као посредник до директоријума где су сви фајлови складиштени. TACTIC се такође понаша и као библиотекар, сортирајући фајлове које прима у одговарајуће локације у директоријуму. Ако означено од стране система, имена фајлова ће такође бити промењена у складу да би њихове локације биле лакше за идентификацију. TACTIC-ов аутоматски систем управљања подацима обезбеђује да су подаци јединствено именовани и да се појављују у предвидљивим и поузданим локацијама, ефективно уклањајући људску грешку у директоријуму.

### Управљање подацима
TACTIC-ова стратегија управљања подацима је рутована у његовом моделу флексибилног податка, који не прави претпоставке око структуре или типа податка. Уместо тога, TACTIC-ов фрејмворк се прилагођава било ком типу податка, укључујући звук, снимак, графички и пословни садржај. Модели података могу бити направљени у TACTIC-у или TACTIC може бити мапиран на већ постојећи модел податка. Ова могућност дозвољава TACTIC-у да донесе освежени интерфејс веба за старије системе са критичним подацима.
Уместо да се ослања на класификације базиране на тип податка, TACTIC управља подацима дефинисањем опште "шеме" за сваки пројекат. Свака шема садржи sTypes ("типови асета за претрагу"), при чему сваки тип представља другачију категорију или класификацију ставки. Ова структура је увелико произвољна али може пратити добар дизајн табеле базе података. TACTIC такође може приступити вишеструким базама података истовремено, без обзира на платформу. TACTIC пројекти могу прегледати базе података из вишеструких различитих локације, укључујући Oracle, MySQL, SQLite, PostgreSQL и Microsoft SQLServer, и објединити корисничко искуство.
TACTIC-ов уграђени језик израза упрошћава процес вађења података из базе података, чинећи целокупан систем много лакшим за навигацију. Доводи интерфејс који брише комплексност понављајућих односа на сваком упиту наслеђа у SQL. TACTIC-ов језик израза је посебно користан у случајевима са комплексним моделима података пословног нивоа где се дубоким везама између табела мора усмеравати да би се повратили подаци и управљали над њима.

## Платформе подршке и окружења
TACTIC је скоро потпуно написан у Пајтон програмском језику и биће покренут на скоро свим платформама где је Пајтон доступан. Ово укључује Windows, OS X и разне Unix верзије и дистрибуције (RHEL, CentOS, Ubuntu, итд.). TACTIC је један од највећих пројеката написаних у Пајтону, садржећи 198949 линија кода.
"TACTIC Team" је само-одржива независна верзија TACTIC-а која се покреће на SQLite и уграђује Пајтон језик и потребне модуле, као и Cherrypy за веб сервис. Дистрибуиран је програмом за инсталацију и може се покренути и на Windows и OS X.